# Список послов Российской Федерации в государствах Африки
В статье представлен список чрезвычайных и полномочных послов Российской Федерации в государствах Африки. После даты назначения или освобождения от должности стоит номер соответствующего указа президента Российской Федерации.
Посольства, консульства и другие представительства СССР за рубежом перешли в ведение Министерства иностранных дел РСФСР от упраздняемого Министерства внешних сношений СССР по указу президента РСФСР от 18 декабря 1991 года № 291 «О внешнеполитической службе РСФСР». Послы и представители СССР при этом не переназначались. Даты назначения послов Российской Федерации, назначенных еще в качестве послов СССР, в списке не указаны.
В периоды времени между освобождением от должности одного и назначением нового посла его функции исполняет временный поверенный в делах Российской Федерации, назначаемый из числа старших дипломатических сотрудников посольства (в некоторых странах такие периоды продолжаются по несколько месяцев).
В соответствии с указом президента Российской Федерации от 15 октября 1999 года № 1371 «О порядке присвоения и сохранения дипломатических рангов и об установлении ежемесячной надбавки к должностному окладу за дипломатический ранг» лицам, занимающим должность чрезвычайного и полномочного посла Российской Федерации (в иностранном государстве) присваиваются дипломатические ранги чрезвычайного и полномочного посла, чрезвычайного и полномочного посланника 1 класса.

## Алжир
Алжирская Народная Демократическая Республика
1. Аксенёнок, Александр Георгиевич (до 4 сентября 1995 г., № 896)
2. Егошкин, Валерий Евгеньевич (4 сентября 1995 г., № 897 — 31 декабря 1999 г., № 1778)
3. Вершинин, Сергей Васильевич (31 декабря 1999 г., № 1781 — 8 декабря 2003 г., № 1448)
4. Титоренко, Владимир Ефимович (8 декабря 2003 г., № 1449 — 15 февраля 2007 г., № 168)
5. Егоров, Александр Валентинович (15 февраля 2007 г., № 169 — 15 ноября 2011 г., № 1494)
6. Золотов, Александр Юрьевич (15 ноября 2011 г., № 1495 — 10 июля 2017 г., № 316)
7. Беляев, Игорь Алексеевич (10 июля 2017 г., № 317 — 27 мая 2022 г., № 319)
8. Шуваев, Валерьян Владимирович (27 мая 2022 г., № 321 — умер 3 июля 2024 г.)
9. Соломатин, Алексей Владимирович (с 15 января 2025 г., № 14)

## Ангола
Республика Ангола
1. Капралов, Юрий Семёнович (до 26 июня 1995 г., № 647)
2. Раевский, Владимир Николаевич (26 июня 1995 г., № 648 — 17 декабря 1999 г., № 1653)
3. Андреев, Сергей Вадимович (21 декабря 1999 г., № 1669 — 14 августа 2002 г., № 890)
4. Кемарский, Андрей Вадимович (14 августа 2002 г., № 891 — 14 сентября 2007 г., № 1197)
5. Ненашев, Сергей Васильевич (14 сентября 2007 г., № 1198 — 19 октября 2012 г., № 1413)
6. Лобач, Дмитрий Анатольевич (19 октября 2012 г., № 1414 — 23 мая 2017 г., № 226)
7. Тараров, Владимир Николаевич (с 23 мая 2017 г., № 227)

## Бенин
Республика Бенин
1. Журавлёв, Виталий Константинович (до 22 апреля 1992 г., № 410)
2. Чепик, Юрий Петрович (31 декабря 1992 г., № 1735 — 8 мая 1998 г., № 515)
3. Тимофеев, Владимир Павлович (8 мая 1998 г., № 516 — 17 июля 2002 г., № 745)
4. Тимошенко, Владимир Семёнович (17 июля 2002 г., № 746 — 30 июня 2008 г., № 1005)
5. Гращенков, Юрий Григорьевич (30 июня 2008 г., № 1006 — 31 мая 2013 г., № 519)
6. Ковальчук, Олег Владимирович (31 мая 2013 г., № 520 — 7 августа 2017 г., № 364)
7. Евдокимов, Игорь Дмитриевич (с 7 августа 2017 г., № 366)

## Ботсвана
Республика Ботсвана
1. Юхин, Владимир Владимирович (24 ноября 1993 г., № 1998 — 19 ноября 1998 г., № 1420)
2. Калугин, Валерий Алексеевич (19 ноября 1998 г., № 1421 — 29 сентября 2003 г., № 1124)
3. Лякин-Фролов, Игорь Семёнович (29 сентября 2003 г., № 1125 — 29 февраля 2008 г., № 276)
4. Корсун, Анатолий Николаевич (29 февраля 2008 г., № 277 — 6 августа 2014 г., № 558)
5. Сибилев, Виктор Иванович (6 августа 2014 г., № 559 — 28 октября 2020 г., № 651)
6. Кемарский, Андрей Вадимович (с 28 октября 2020 г., № 652)

## Буркина-Фасо
Буркина-Фасо (послами по совместительству в 1992—2024 годах назначались послы в Кот-д’Ивуаре)
1. Корендясов, Евгений Николаевич (до 2 ноября 1992 г., № 1316)
2. Майоров, Михаил Владимирович (2 ноября 1992 г., № 1318 — 26 июня 1995 г., № 643)
3. Черновол, Георгий Андреевич (26 июня 1995 г., № 644 — 29 марта 2000 г., № 601)
4. Трофимов, Александр Михайлович (29 марта 2000 г., № 602 — 8 июня 2006 г., № 565)
5. Ковальчук, Олег Владимирович (8 июня 2006 г., № 566 — 29 октября 2010 г., № 1306)
6. Рогов, Леонид Викторович {11 февраля 2011 г., № 174 — 18 января 2016 г., № 18}
7. Байков, Владимир Анатольевич (26 апреля 2016 г., № 198 — 14 июля 2022 г., № 452)
8. Салтыков, Алексей Эдуардович (14 июля 2022 г., № 454 — 3 мая 2024 г., № 301)
9. Мартынов, Игорь Александрович (с 3 мая 2024 г., № 302)

## Бурунди
Республика Бурунди
1. Веселов, Артур Васильевич (до 22 мая 1995 г., № 507)
2. Лякин-Фролов, Игорь Семёнович (22 мая 1995 г., № 508 — 24 августа 1999 г., № 1110)
3. Гуменюк, Геннадий Владимирович (24 августа 1999 г., № 1111 — 4 марта 2005 г., № 250)
4. Тимофеев, Владимир Павлович (4 марта 2005 г., № 251 — 15 февраля 2011 г., № 186)
5. Малышев, Владимир Фёдорович (15 февраля 2011 г., № 187 — 1 декабря 2014 г., № 744)
6. Тодуа, Георгий Владимирович (1 декабря 2014 г., № 745 — 17 июля 2019 г., № 339)
7. Михайлов, Валерий Александрович (с 17 июля 2019 г., № 341)

## Габон
Габонская Республика
1. Шманевский, Юрий Казимирович (до 5 июля 1993 г., № 988)
2. Лейзаренко, Юрий Тимофеевич (5 июля 1993 г., № 989 — 1 августа 1998 г., № 914)
3. Борисов, Александр Филиппович (1 августа 1998 г., № 916 — Указ об освобождении от должности не найден)
4. Сухов, Всеволод Иванович (9 июля 1999 г., № 890 — 11 ноября 2003 г., № 1333)
5. Прыгин, Владимир Иванович (11 ноября 2003 г., № 1334 — 16 сентября 2008 г., № 1360)
6. Тарабрин, Владимир Евгеньевич (16 сентября 2008 г., № 1361 — 25 июня 2013 г., № 574)
7. Кураков, Дмитрий Викторович (25 июня 2013 г., № 575 — 17 августа 2020 г., № 513)
8. Искандаров, Ильяс Фархадович (17 августа 2020 г., № 514 — 16 января 2024 г., № 43)
9. Корепанов, Дмитрий Гениевич (с 16 января 2024 г., № 45)

## Гамбия
Республика Гамбия (послами по совместительству назначаются послы в Сенегале)
1. Липняков, Валерий Николаевич (10 февраля 1992 г., № 126 — 2 июня 1997 г., № 543)
2. Балтрунас, Валерийонас Стасевич (2 июня 1997 г., № 544 — 15 августа 2001 г., № 1048)
3. Романов, Александр Александрович (28 августа 2001 г., № 1069 — 21 апреля 2006 г., № 414)
4. Шульгин, Александр Васильевич (21 апреля 2006 г., № 415 — 16 сентября 2009 г., № 1036)
5. Нестерушкин, Валерий Михайлович (16 июня 2010 г., № 737 — 6 августа 2014 г., № 553)
6. Крюков, Сергей Николаевич (6 августа 2014 г., № 555 — умер 11 июня 2019 г.)
7. Кураков, Дмитрий Викторович (с 17 августа 2020 г., № 516)

## Гана
Республика Гана
1. Токин, Владимир Николаевич (до 6 сентября 1997 г., № 995)
2. Павлов, Павел Денисович (6 сентября 1997 г., № 996 — 4 апреля 2002 г., № 333)
3. Орлов, Валерий Яковлевич (4 апреля 2002 г., № 334 — 26 июля 2006 г., № 787)
4. Покровский, Андрей Викторович (26 июля 2006 г., № 788 — ?)
5. Барбин, Владимир Владимирович (4 декабря 2009 г., № 1376 — 30 мая 2014 г., № 380)
6. Суслов, Дмитрий Юрьевич (30 мая 2014 г., № 381 — 17 мая 2021 г., № 275)
7. Бердников, Сергей Леонидович (с 17 мая 2021 г., № 275)

## Гвинея
Гвинейская Республика
1. Студенников, Игорь Иванович (2 марта 1992 г., № 206 — 27 августа 1998 г., № 996)
2. Иващенко, Игорь Георгиевич (26 августа 1998 г., № 994 — 25 марта 2004 г., № 398)
3. Малев, Дмитрий Васильевич (25 марта 2004 г., № 399 — 27 января 2011 г., № 94)
4. Брегадзе, Александр Вадимович (27 января 2011 г., № 95 — 4 марта 2019 г., № 88)
5. Разумовский, Вадим Владиленович (4 марта 2019 г., № 89 — 23 июня 2023 г., № 468)
6. Попов, Алексей Владимирович (с 23 июня 2023 г., № 469)

## Гвинея-Бисау
Республика Гвинея-Бисау
1. Чигвинцев, Юрий Константинович (14 марта 1997 г., № 235 — 28 июня 1999 г., № 853)
2. Петухов, Владимир Евгеньевич (9 июня 2003 г., № 637 — 1 декабря 2008 г. , № 1662)
3. Валинский, Михаил Яковлевич (1 декабря 2008 г., № 1663 — 9 марта 2016 г. , № 105)
4. Егоров, Александр Рэмович (с 9 марта 2016 г. , № 106)

## Джибути
Республика Джибути
1. Абдуллаев, Пулат Хабибович (до 26 мая 1995 г., № 529)
2. Цвигун, Михаил Семёнович (26 мая 1995 г., № 530 — 5 мая 1999 г., № 552)
3. Федосов, Геннадий Иванович (19 июля 1999 г., № 893 — 27 октября 2003 г., № 1262)
4. Брегадзе, Александр Вадимович (27 октября 2003 г., № 1263 — 20 января 2009 г., № 72)
5. Орлов, Валерий Яковлевич (20 января 2009 г., № 73 — 27 ноября 2015 г., № 579)
6. Кузнецов, Сергей Николаевич (27 ноября 2015 г., № 580 — 4 апреля 2019 г., № 148))
7. Голованов, Михаил Алексеевич (с 24 апреля 2019 г., № 184)

## Египет
Арабская Республика Египет
1. Поляков, Владимир Порфирьевич (до 4 июля 1995 г., № 664)
2. Гудев, Владимир Викторович (4 июля 1995 г., № 665 — 21 апреля 2000 г., № 702)
3. Денисов, Андрей Иванович (21 апреля 2000 г., № 703 — 28 декабря 2001 г., № 1502)
4. Картузов, Николай Васильевич (2 июля 2002 г., № 687 — умер 9 июня 2004 г.[1])
5. Богданов, Михаил Леонидович (21 января 2005 г., № 50 — 12 июня 2011 г., № 789)
6. Кирпиченко, Сергей Вадимович (7 сентября 2011 г., № 1170 — умер 2 сентября 2019 г.[2])
7. Борисенко, Георгий Евгеньевич (с 27 апреля 2020 г., № 291}

## Замбия
Республика Замбия
1. Поч, Эйжен Антонович (до 31 декабря 1992 г., № 1743)
2. Бочарников, Михаил Николаевич (31 декабря 1992 г., № 1744 — 16 декабря 1996 г., № 1696)
3. Бойко, Владимир Лукьянович (4 июля 1997 г., № 682 — 28 августа 2001 г., № 1070)
4. Дорохин, Владимир Дмитриевич (28 августа 2001 г., № 1071 — 10 октября 2005 г., № 1187)
5. Азимов, Анвар Сарварович (10 октября 2005 г., № 1188 — 31 июля 2008 г., № 1155)
6. Малахов, Борис Николаевич (6 октября 2008 г., № 1444 — умер 26 ноября 2012 г.[3])
7. Кожанов, Константин Петрович (3 июля 2013 г., № 604 — 31 октября 2019 г., № 534)
8. Болдырев, Александр Вилович (31 октября 2019 г., № 535 — умер 20 января 2021 г.)
9. Ярахмедов Азим Алаудинович (с 7 декабря 2021 г., № 693)

## Зимбабве
Республика Зимбабве
1. Юкалов, Юрий Алексеевич (до 8 августа 1996 г., № 1143)
2. Сафонов, Леонид Алексеевич (8 августа 1996 г., № 1144 — 24 июля 2001 г., № 919)
3. Щербак, Олег Николаевич (24 июля 2001 г., № 920 — 14 сентября 2007 г., № 1203)
4. Крюков, Сергей Николаевич (14 сентября 2007 г., № 1204 — 15 декабря 2010 г., № 1568)
5. Кушаков, Андрей Анатольевич (15 декабря 2010 г., № 1569 — умер 8 марта 2012 г.[4])
6. Бахарев, Сергей Викторович (26 марта 2013 г., № 291 — 26 июня 2019 г., № 296)
7. Красильников, Николай Владимирович (с 26 июня 2019 г., № 297)

## Кабо-Верде
Республика Кабо-Верде
1. Столяров, Владимир Иванович (до 4 апреля 1997 г., № 298)
2. Петухов, Владимир Евгеньевич (4 апреля 1997 г., № 299 — 9 ноября 2000 г., № 1850)
3. Чепик, Юрий Петрович (9 ноября 2000 г., № 1851 — 28 сентября 2004 г., № 1241)
4. Карпушин, Александр Романович (28 сентября 2004 г., № 1242 — 14 января 2011 г., № 44)
5. Курдюмов, Борис Георгиевич (14 января 2011 г., № 45 — 1 февраля 2018 г., № 46)
6. Соколенко, Владимир Григорьевич (1 февраля 2018 г., № 47 — 13 октября 2021 г., № 585)
7. Поклонская, Наталья Владимировна (13 октября 2021 г., № 586 — 2 февраля 2022 г., № 37)
8. Материй, Юрий Борисович (с 8 сентября 2022 г., № 613)

## Камерун
Республика Камерун
1. Литвин, Виталий Яковлевич (до 6 февраля 1996 г., № 149)
2. Уткин, Евгений Алексеевич (6 февраля 1996 г., № 150 — 6 мая 2000 г., № 802)
3. Абдуллаев, Пулат Хабибович (26 мая 2000 г., № 963 — 24 марта 2006 г., № 249)
4. Ахмедов, Станислав Анварович (24 марта 2006 г., № 250 — 28 февраля 2011 г., № 236)
5. Рациборинский, Николай Леонидович (28 февраля 2011 г., № 237 — 18 сентября 2017 г., № 429)
6. Башкин, Анатолий Геннадьевич (18 сентября 2017 г., № 430 — 14 ноября 2023 г., № 858)
7. Тодуа, Георгий Владимирович (с 14 ноября 2023 г., № 859)

## Кения
Республика Кения
1. Китаев, Владимир Сергеевич (до 1 сентября 1992 г., № 1040)
2. Майорский, Борис Григорьевич (1 сентября 1992 г., № 1041 — 21 июля 1998 г., № 858)
3. Цепов, Борис Анатольевич (21 июля 1998 г., № 859 — 5 декабря 2000 г., № 1969)
4. Игнатьев, Александр Александрович (5 декабря 2000 г., № 1970 — 27 июля 2005 г., № 882)
5. Егошкин, Валерий Евгеньевич (27 июля 2005 г., № 883 — 23 декабря 2010 г., № 1585)
6. Макаренко, Александр Михайлович (23 декабря 2010 г., № 1586 — 4 мая 2018 г., № 191)
7. Максимычев, Дмитрий Игоревич (4 мая 2018 г., № 192 — 20 августа 2024 г., № 710)
8. Ткаченко, Всеволод Игоревич (с 20 августа 2024 г., № 711)

## Коморские острова
Федеральная Исламская Республика Коморские Острова — Союз Коморских Островов (послами по совместительству до 1993 г. назначались послы на Сейшельских островах, с 1993 г. — послы на Мадагаскаре)
1. Анисимов, Виктор Витальевич (до 28 декабря 1993 г., № 2309)
2. Мерзляков, Юрий Николаевич (28 декабря 1993 г., № 2310 — 16 мая 1997 г., № 494)
3. Макаренко, Александр Михайлович (16 мая 1997 г., № 495 — 4 июня 2001 г., № 639)
4. Романов, Юрий Александрович (4 июня 2001 г., № 641 — 16 февраля 2006 г., № 122)
5. Гончаренко, Владимир Борисович (16 февраля 2006 г., № 123 — 19 июня 2013 г., № 567)
6. Ахмедов, Станислав Анварович (19 июня 2013 г., № 569 — 2 декабря 2020 г., № 750)
7. Андреев, Андрей Владимирович (с 2 декабря 2020 г., № 752)

## Республика Конго
Республика Конго
1. Зайцев, Анатолий Сафронович (до 5 июля 1994 г., № 1393)
2. Сизых, Николай Гаврилович (5 июля 1994 г., № 1394 — 31 мая 1999 г., № 676)
3. Ненашев, Сергей Васильевич (31 мая 1999 г., № 677 — 11 ноября 2003 г., № 1331)
4. Цвигун, Михаил Семёнович (11 ноября 2003 г., № 1332 — 15 октября 2009 г., № 1165)
5. Романов, Юрий Александрович (15 октября 2009 г., № 1166 — 7 апреля 2014 г., № 216)
6. Михайлов, Валерий Александрович (7 апреля 2014 г., № 217 — 17 июля 2019 г., № 341)
7. Чепик, Георгий Юрьевич (17 июля 2019 г., № 341 — 16 января 2024 г., № 42)
8. Искандаров, Ильяс Фархадович (с 16 января 2024 г., № 44)

## Демократическая Республика Конго
Республика Заир — Демократическая Республика Конго
1. Ионайтис, Владисловас Владисловович (до 16 марта 1993 г., № 345)
2. Спирин, Юрий Алексеевич (16 марта 1993 г., № 346 — 16 октября 1998 г., № 1265)
3. Гамаюн, Валерий Анатольевич (16 октября 1998 г., № 1266 — 30 сентября 2003 г., № 1126)
4. Васнецов, Олег Владимирович (30 сентября 2003 г., № 1127 — 27 августа 2008 г., № 1267)
5. Клименко, Анатолий Иванович (27 августа 2008 г., № 1268 — 11 июня 2013 г., № 554)
6. Евдокимов, Игорь Дмитриевич (11 июня 2013 г., № 555 — 7 августа 2017 г., № 365)
7. Сентебов, Алексей Леонидович (с 7 августа 2017 г., № 367 — 10 октября 2024 г., № 875)
8. Тихазе, Карл Карлович (с 10 октября 2024 г., № 876)

## Кот-д’Ивуар
Республика Кот-д’Ивуар
1. Майоров, Михаил Владимирович (до 26 июня 1995 г., № 643)
2. Черновол, Георгий Андреевич (26 июня 1995 г., № 644 — 29 марта 2000 г., № 601)
3. Трофимов, Александр Михайлович (29 марта 2000 г., № 602 — 8 июня 2006 г., № 565)
4. Ковальчук, Олег Владимирович (8 июня 2006 г., № 566 — 29 октября 2010 г., № 1306)
5. Рогов, Леонид Викторович (29 октября 2010 г., № 1307 — 18 января 2016 г., № 18)
6. Байков, Владимир Анатольевич (18 января 2016 г., № 19 — 14 июля 2022 г., № 452)
7. Салтыков, Алексей Эдуардович (с 14 июля 2022 г., № 453)

## Лесото
Королевство Лесото (послами по совместительству с 1992 г. назначаются послы в ЮАР)
1. Мкртчян, Анатолий Ашотович (до 2 ноября 1992 г., № 1323)
2. Гусаров, Евгений Петрович (31 декабря 1992 г., № 1728 — 8 августа 1997 г., № 849)
3. Луков, Вадим Борисович (8 августа 1997 г., № 850 — 28 ноября 2000 г., № 1945)
4. Кушаков, Андрей Анатольевич (28 марта 2001 г., № 347 — 22 июня 2006 г., № 643)
5. Макаров, Анатолий Анатольевич (22 июня 2006 г., № 644 — 20 февраля 2012 г., № 203)
6. Петраков, Михаил Иванович (2 апреля 2012 г., № 355 — 3 июля 2019 г., № 314)
7. Рогачёв, Илья Игоревич (17 июля 2019 г., № 338 — 6 сентября 2024 г., № 747)
8. Амбаров, Роман Евгеньевич (с 6 сентября 2024 г., № 749)

## Либерия
Республика Либерия (послами по совместительству с 1999 г. назначаются послы в Гане)
1. Бебко, Василий Степанович (до 2 ноября 1992 г., № 1315)
2. Павлов, Павел Денисович (6 апреля 1999 г., № 433 — 4 апреля 2002 г., № 333)
3. Орлов, Валерий Яковлевич (15 апреля 2002 г., № 387 — 26 июля 2006 г., № 787)
4. Покровский, Андрей Викторович (12 сентября 2006 г., № 992 — Указ об освобождении от должности не найден)
5. Барбин, Владимир Владимирович (23 декабря 2009 г., № 1461 — 30 мая 2014 г., № 380)
6. Суслов, Дмитрий Юрьевич (30 мая 2014 г., № 382 — 17 мая 2021 г., № 275)
7. Бердников, Сергей Леонидович (с 23 ноября 2021 г., № 668)

## Ливия
Социалистическая Народная Ливийская Арабская Джамахирия — Великая Социалистическая Народная Ливийская Арабская Джамахирия — Государство Ливия
1. Попов, Вениамин Викторович (до 31 декабря 1992 г., № 1733)
2. Подцероб, Алексей Борисович (31 декабря 1992 г., № 1734 — 23 августа 1996 г., № 1239)
3. Букин, Сергей Николаевич (23 августа 1996 г., № 1240 — 26 декабря 2000 г., № 2085)
4. Кирпиченко, Сергей Вадимович (26 декабря 2000 г., № 2086 — 13 февраля 2004 г., № 192)
5. Шуваев, Валерьян Владимирович (13 февраля 2004 г., № 193 — 16 октября 2008 г., № 1482)
6. Чамов, Владимир Васильевич (16 октября 2008 г., № 1484 — 19 марта 2011 г., № 317)
7. Молотков, Иван Николаевич (30 января 2012 г., № 121 — 26 ноября 2018 г., № 671)
8. Аганин, Айдар Рашидович (с 29 декабря 2022 г., № 978)

## Маврикий
Республика Маврикий
1. Трифонов, Виктор Иванович (до 13 сентября 1994 г., № 1908)
2. Асатур, Агарон Николаевич (13 сентября 1994 г., № 1909 — 5 мая 1999 г., № 554)
3. Нестерушкин, Валерий Михайлович (5 мая 1999 г., № 555 — 12 февраля 2004 г., № 188)
4. Иванова, Ольга Яковлевна (12 февраля 2004 г., № 189 — 20 апреля 2011 г., № 475)
5. Никифоров, Вячеслав Васильевич (20 апреля 2011 г., № 476 — 18 сентября 2017 г., № 427)
6. Климовский, Константин Вячеславович (18 сентября 2017 г., № 428 — 13 сентября 2024 г., № 787)
7. Зейналова, Ирада Автандиловна (с 13 сентября 2024 г., № 788)

## Мавритания
Исламская Республика Мавритания
1. Шишов, Владимир Сергеевич (до 22 марта 1994 г., № 575)
2. Караханов, Тигран Александрович (22 марта 1994 г., № 576 — 12 января 1998 г., № 20)
3. Сухин, Валерий Яковлевич (12 января 1998 г., № 21 — 21 января 2003 г., № 56)
4. Рогов, Леонид Викторович (21 января 2003 г., № 57 — 15 августа 2008 г., № 1226)
5. Байбаков, Владимир Викторович (15 августа 2008 г., № 1227 — 11 ноября 2014 г., № 714)
6. Чамов, Владимир Васильевич (11 ноября 2014 г., № 715 — 4 февраля 2021 г., № 65)
7. Жилко, Борис Анатольевич (c 4 февраля 2021 г., № 66)

## Мадагаскар
Демократическая Республика Мадагаскар — Республика Мадагаскар
1. Сепелев, Юрий Фаддеевич (до 29 апреля 1993 г., № 577)
2. Мерзляков, Юрий Николаевич (29 апреля 1993 г., № 578 — 16 мая 1997 г., № 494)
3. Макаренко, Александр Михайлович (16 мая 1997 г., № 495 — 4 июня 2001 г., № 639)
4. Романов, Юрий Александрович (4 июня 2001 г., № 640 — 16 февраля 2006 г., № 122)
5. Гончаренко, Владимир Борисович (16 февраля 2006 г., № 123 — 19 июня 2013 г., № 567)
6. Ахмедов, Станислав Анварович (19 июня 2013 г., № 568 — 2 декабря 2020 г., № 750)
7. Андреев, Андрей Владимирович (с 2 декабря 2020 г., № 751)

## Малави
Республика Малави (послами по совместительству назначаются послы в Зимбабве)
1. Юкалов, Юрий Алексеевич (30 ноября 1994 г., № 2135 — 8 августа 1996 г., № 1143)
2. Сафонов, Леонид Алексеевич (8 августа 1996 г., № 1144 — 24 июля 2001 г., № 919)
3. Щербак, Олег Николаевич (19 октября 2001 г., № 1239 — 14 сентября 2007 г., № 1203)
4. Крюков, Сергей Николаевич (6 февраля 2008 г., № 131 — 15 декабря 2010 г., № 1568)
5. Кушаков, Андрей Анатольевич (15 декабря 2010 г., № 1579 — умер 8 марта 2012 г.[4])
6. Бахарев, Сергей Викторович (26 марта 2013 г., № 292 — 26 июня 2019 г., № 296)
7. Красильников, Николай Владимирович (с 1 августа 2019 г., № 362)

## Мали
Республика Мали
1. Трофимов, Александр Михайлович (до 22 апреля 1992 г., № 420)
2. Петровский, Павел Фёдорович (22 апреля 1992 г., № 421 — 1 июля 1996 г., № 1006)
3. Корендясов, Евгений Николаевич (1 июля 1996 г., № 1007 — 24 ноября 2000 г., № 1925)
4. Клименко, Анатолий Иванович (24 ноября 2000 г., № 1926 — 3 августа 2005 г., № 909)
5. Смирнов, Анатолий Павлович (3 августа 2005 г., № 910 — 14 июля 2010 г., № 902)
6. Дульян, Алексей Гайкович (14 июля 2010 г., № 903 — 17 июня 2019 г., № 280)
7. Громыко, Игорь Анатольевич (с 17 июня 2019 г., № 281)

## Марокко
Королевство Марокко
1. Рыбаков, Юрий Михайлович (до 2 ноября 1992 г., № 1324)
2. Колотуша, Василий Иванович (16 декабря 1992 г., № 1563 — 31 декабря 1999 г., № 1782)
3. Котов, Юрий Михайлович (31 декабря 1999 г., № 1783 — 17 февраля 2004 г., № 210)
4. Токовинин, Александр Аврельевич (17 февраля 2004 г., № 211 — 27 августа 2008 г., № 1265)
5. Болотин, Борис Фёдорович (27 августа 2008 г., № 1266 — 4 июля 2013 г., № 605)
6. Воробьёв, Валерий Павлович (4 июля 2013 г., № 606 — 24 апреля 2018 г., № 171)
7. Шуваев, Валерьян Владимирович (24 апреля 2018 г., № 172 — 27 мая 2022 г., № 318)
8. Байбаков, Владимир Викторович (с 27 мая 2022 г., № 320)

## Мозамбик
Республика Мозамбик
1. Корнеев, Владимир Владимирович (до 5 июня 1996 г., № 805)
2. Крылов, Вячеслав Борисович (5 июня 1996 г., № 806 — 24 августа 2000 г., № 1564)
3. Земский, Владимир Васильевич (24 августа 2000 г., № 1565 — умер 15 октября 2004 г.)
4. Попов, Игорь Валентинович (15 июля 2005 г., № 805 — 17 июня 2010 г., № 756)
5. Кемарский, Андрей Вадимович (27 августа 2010 г., № 1080 — 29 июля 2017 г., № 347)
6. Суриков, Александр Васильевич (29 июля 2017 г., № 348 — умер 12 мая 2024 г.[5])

## Намибия
Республика Намибия
1. Урнов, Андрей Юрьевич (до 5 июля 1994 г., № 1395)
2. Хакимов, Бахтиер Маруфович (5 июля 1994 г., № 1396 — 11 ноября 1998 г., № 1351)
3. Шумский, Вячеслав Дмитриевич (11 ноября 1998 г., № 1352 — 20 августа 2003 г., № 973)
4. Грибков, Николай Михайлович (20 августа 2003 г., № 974 — 23 декабря 2009 г., № 1459)
5. Худин, Александр Николаевич (23 декабря 2009 г., № 1460 — 24 июля 2017 г., № 332)
6. Уткин, Валерий Иванович (24 июля 2017 г., № 333 — 19 августа 2022 г., № 564)
7. Лобач, Дмитрий Анатольевич (с 19 августа 2022 г., № 565)

## Нигер
Республика Нигер (послами по совместительству в 1992—2025 гг. назначались послы в Мали)
1. Балтрунас, Валерийонас Стасевич (до 22 апреля 1992 г., № 418)
2. Петровский, Павел Фёдорович (30 сентября 1992 г., № 1146 — 1 июля 1996 г., № 1006)
3. Корендясов, Евгений Николаевич (1 июля 1996 г., № 1007 — 24 ноября 2000 г., № 1925)
4. Клименко, Анатолий Иванович (30 ноября 2000 г., № 1952 — 3 августа 2005 г., № 909)
5. Смирнов, Анатолий Павлович (3 августа 2005 г., № 910 — 14 июля 2010 г., № 902)
6. Дульян, Алексей Гайкович (22 июля 2010 г., № 930 — 17 июня 2019 г., № 280)
7. Громыко, Игорь Анатольевич (28 августа 2019 г., № 401 — 20 августа 2025 г., № 573)
8. Воропаев, Виктор Сергеевич (с 20 августа 2025 г., № 574)

## Нигерия
Федеративная Республика Нигерия
1. Паршин, Лев Александрович (19 июля 1993 г., № 1047 — 17 декабря 1997 г., № 1299)
2. Ильичёв, Геннадий Викторович (11 декабря 1998 г., № 1563 — 12 марта 2004 г., № 350)
3. Мелихов, Игорь Александрович (12 марта 2004 г., № 351 — 10 июня 2008 г., № 936)
4. Поляков, Александр Дмитриевич (10 июня 2008 г., № 937 — 1 апреля 2013 г., № 307)
5. Удовиченко, Николай Николаевич (1 апреля 2013 г., № 308 — 20 апреля 2018 г., № 164)
6. Шебаршин, Алексей Леонидович (20 апреля 2018 г., № 165 — 27 декабря 2024 г., № 1114)
7. Подъёлышев, Андрей Леонидович (с 27 декабря 2024 г., № 1115)

## Руанда
Руандийская Республика — Республика Руанда
1. Комендант, Петр Васильевич (до 11 января 1994 г., № 71)
2. Смирнов, Анатолий Павлович (11 января 1994 г., № 72 — 28 июля 1998 г., № 902)
3. Ахмедов, Станислав Анварович (28 июля 1998 г., № 903 — 17 сентября 2002 г., № 994)
4. Дульян, Алексей Гайкович (17 сентября 2002 г., № 995 — 20 декабря 2006 г., № 1435)
5. Ширинский, Миргаяс Миргаясович (20 декабря 2006 г., № 1436 — 22 мая 2013 г., № 503)
6. Поляков, Андрей Владимирович (22 мая 2013 г., № 504 — 31 октября 2017 г., № 524)
7. Чальян, Карэн Драстаматович (14 марта 2018 г., № 106 — 14 июня 2024 г., № 503)
8. Поляков, Александр Дмитриевич (с 14 июня 2024 г., № 505)

## Сан-Томе и Принсипи
Демократическая Республика Сан-Томе и Принсипи (послами по совместительству с 1992 г. назначаются послы в Анголе)
1. Синицын, Сергей Яковлевич (до 2 ноября 1992 г., № 1317)
2. Капралов, Юрий Семенович (2 ноября 1992 г., № 1319 — 26 июня 1995 г., № 647)
3. Раевский, Владимир Николаевич (26 июня 1995 г., № 648 — 17 декабря 1999 г., № 1653)
4. Андреев, Сергей Вадимович (21 декабря 1999 г., № 1669 — 14 августа 2002 г., № 890)
5. Кемарский, Андрей Вадимович (14 августа 2002 г., № 892 — 14 сентября 2007 г., № 1197)
6. Ненашев, Сергей Васильевич (14 сентября 2007 г., № 1199 — 19 октября 2012 г., № 1413)
7. Лобач, Дмитрий Анатольевич (19 октября 2012 г., № 1415 — 23 мая 2017 г., № 226)
8. Тараров, Владимир Николаевич (с 30 мая 2017 г., № 243)

## Сейшельские острова
Республика Сейшельские Острова
1. Киселёв, Сергей Борисович (до 7 сентября 1995 г., № 914)
2. Федосов, Геннадий Иванович (7 сентября 1995 г., № 915 — 29 июня 1998 г., № 731)
3. Калинин, Владимир Николаевич (29 июня 1998 г., № 732 — 28 февраля 2005 г., № 220)
4. Владимиров, Александр Семёнович (28 февраля 2005 г., № 221 — 16 января 2009 г., № 61)
5. Калинин, Михаил Иванович (16 января 2009 г., № 62 — 7 ноября 2012 г., № 1501)
6. Белоус, Владимир Александрович (27 августа 2013 г., № 687 — 15 января 2020 г., № 10)
7. Кожин, Артём Александрович (с 15 января 2020 г., № 11)

## Сенегал
Республика Сенегал
1. Липняков, Валерий Николаевич (10 февраля 1992 г., № 126 — 2 июня 1997 г., № 543)
2. Балтрунас, Валерийонас Стасевич (2 июня 1997 г., № 544 — 15 августа 2001 г., № 1048)
3. Романов, Александр Александрович (15 августа 2001 г., № 1049 — 21 апреля 2006 г., № 414)
4. Шульгин, Александр Васильевич (21 апреля 2006 г., № 415 — 16 сентября 2009 г., № 1036)
5. Нестерушкин, Валерий Михайлович (19 апреля 2010 г., № 470 — 6 августа 2014 г., № 553)
6. Крюков, Сергей Николаевич (6 августа 2014 г., № 554 — умер 11 июня 2019 г.[6])
7. Кураков, Дмитрий Викторович (с 17 августа 2020 г., № 515)

## Сомали
Сомалийская Демократическая Республика — Федеративная Республика Сомали (послом по совместительству назначен посол в Джибути)
1. Орлов, Валерий Яковлевич (25 июля 2013 г., № 649 — 27 ноября 2015 г., № 579)
2. Кузнецов, Сергей Николаевич (27 ноября 2015 г., № 581 — 4 апреля 2019 г., № 148)
3. Голованов, Михаил Алексеевич (с 24 апреля 2019 г., № 185)

## Судан
Республика Судан
1. Сухин, Валерий Яковлевич (до 31 декабря 1992 г., № 1741)
2. Кузьмин, Александр Иванович (31 декабря 1992 г., № 1742 — 7 июля 1998 г., № 809)
3. Кузьмин, Валерий Иванович (7 июля 1998 г., № 810 — 21 января 2003 г., № 60)
4. Чистяков, Алексей Фёдорович (21 января 2003 г., № 61 — 12 июля 2007 г., № 868)
5. Фазельянов, Энварбик Михайлович (12 июля 2007 г., № 869 — 27 декабря 2013 г., № 958)
6. Ширинский, Миргаяс Миргаясович (27 декабря 2013 г., № 959 — умер 23 августа 2017 г.[7])
7. Желтов, Владимир Филиппович (12 марта 2018 г., № 105 — 10 марта 2023 г., № 154)
8. Черновол, Андрей Георгиевич (с 10 марта 2023 г., № 156)

## Сьерра-Леоне
Республика Сьерра-Леоне (послами по совместительству с 1992 г. назначаются послы в Гвинее)
1. Микучяускас, Владисловас Косто (до 22 апреля 1992 г., № 415)
2. Студенников, Игорь Иванович (2 ноября 1992 г., № 1321 — 27 августа 1998 г., № 996)
3. Иващенко, Игорь Георгиевич (26 августа 1998 г., № 994 — 25 марта 2004 г., № 398)
4. Малев, Дмитрий Васильевич (13 июля 2004 г., № 894 — 27 января 2011 г., № 94)
5. Брегадзе, Александр Вадимович (6 июня 2011 г., № 704 — 4 марта 2019 г., № 88)
6. Разумовский, Вадим Владиленович (4 марта 2019 г., № 90 — 23 июня 2023 г., № 468)
7. Попов, Алексей Владимирович (с 4 июля 2023 г., № 492)

## Танзания
Объединённая Республика Танзания
1. Кузнецов, Владимир Николаевич (до 2 ноября 1992 г., № 1326)
2. Кулматов, Кенеш Нурматович (2 ноября 1992 г., № 1320 — 14 марта 1997 г, № 233)
3. Завгаев, Доку Гапурович (14 марта 1997 г., № 234 — 17 февраля 2004 г., № 207)
4. Сафонов, Леонид Алексеевич (26 августа 2004 г., № 1117 — 27 августа 2010 г., № 1075)
5. Ранних, Александр Александрович (27 августа 2010 г., № 1076 — 13 февраля 2015 г., № 66)
6. Попов, Юрий Фёдорович (13 февраля 2015 г., № 67 — 5 апреля 2022 г., № 186)
7. Аветисян, Андрей Левонович (с 5 апреля 2022 г., № 187)

## Того
Тоголезская Республика (послами по совместительству с 1992 г. назначаются послы в Бенине)
1. Чёрный, Олег Николаевич (до 2 ноября 1992 г., № 1322)
2. Чепик, Юрий Петрович (31 декабря 1992 г., № 1735 — 8 мая 1998 г., № 515)
3. Тимофеев, Владимир Павлович (30 сентября 1998 г., № 1172 — 17 июля 2002 г., № 745)
4. Тимошенко, Владимир Семёнович (17 февраля 2003 г., № 200 — 30 июня 2008 г., № 1005)
5. Гращенков, Юрий Григорьевич (30 июня 2008 г., № 1007 — 31 мая 2013 г., № 519)
6. Ковальчук, Олег Владимирович (31 мая 2013 г., № 521 — 7 августа 2017 г., № 364)
7. Евдокимов, Игорь Дмитриевич (с 4 сентября 2017 г., № 411)

## Тунис
Тунисская Республика
1. Щиборин, Борис Алексеевич (до 23 августа 1996 г., № 1236)
2. Попов, Вениамин Викторович (23 августа 1996 г., № 1237 — 26 июля 2000 г., № 1372)
3. Подцероб, Алексей Борисович (26 июля 2000 г., № 1373 — 11 апреля 2006 г., № 355)
4. Поляков, Андрей Владимирович (11 апреля 2006 г., № 356 — 14 января 2011 г., № 42)
5. Шеин, Александр Петрович (14 января 2011 г., № 43 — 10 июля 2015 г., № 352)
6. Николаев, Сергей Анатольевич (10 июля 2015 г., № 353 — 11 января 2022 г., № 5)
7. Золотов, Александр Юрьевич (с 11 января 2022 г., № 6)

## Уганда
Республика Уганда
1. Кузьмин, Эдуард Леонидович (до 28 февраля 1995 г., № 222)
2. Алексеев, Рудольф Фёдорович (28 февраля 1995 г., № 224 — 20 сентября 1999 г., № 1251)
3. Садовников, Александр Алексеевич (20 сентября 1999 г., № 1252 — 6 февраля 2004 г., № 144)
4. Уткин, Валерий Иванович (6 февраля 2004 г., № 145 — 14 октября 2008 г., № 1470)
5. Шишкин, Сергей Николаевич (14 октября 2008 г., № 1471 г. — умер 29 января 2016 г.[8])
6. Поляков, Александр Дмитриевич (3 октября 2016 г., № 513 — 1 сентября 2021 г., № 506)
7. Семиволос, Владлен Станиславович (с 1 сентября 2021 г., № 507)

## Центральноафриканская Республика
Центральноафриканская Республика
1. Балабанов, Юрий Севастьянович (до 12 мая 1995 г., № 487)
2. Красников, Борис Анатольевич (12 мая 1995 г., № 488 — 14 сентября 1999 г., № 1230)
3. Каспаров, Александр Владимирович (25 июля 2005 г., № 861 — 15 марта 2011 г., № 307)
4. Лобанов, Сергей Иванович (15 марта 2011 г., № 308 — 15 января 2019 г., № 9)
5. Титоренко, Владимир Ефимович (15 января 2019 г., № 10 — 10 января 2022 г., № 3)
6. Бикантов, Александр Михайлович (с 10 января 2022 г., № 4)

## Чад
Республика Чад
1. Филатов, Владимир Герасимович (до 22 апреля 1992 г., № 409)
2. Гуменюк, Геннадий Владимирович (31 декабря 1992 г., № 1745 — 21 апреля 1997 г., № 387)
3. Воробьёв, Валерий Павлович (21 апреля 1997 г., № 388 — 22 августа 2000 г., № 1549)
4. Панкратов, Александр Иванович (22 августа 2000 г., № 1550 — умер 2 апреля 2003 г.)
5. Мартынов, Владимир Николаевич (27 января 2004 г., № 97 — 7 августа 2009 г., № 923)
6. Прыгин, Владимир Иванович (14 января 2010 г., № 66 — 17 декабря 2015 г., № 635)
7. Чвыков, Александр Михайлович (17 декабря 2015 г., № 636 — 26 октября 2022 г., № 774)
8. Соколенко, Владимир Григорьевич (с 26 октября 2022 г., № 775)

## Экваториальная Гвинея
Республика Экваториальная Гвинея (послами по совместительству в 1992—2024 гг. назначались послы в Камеруне)
1. Вахрамеев, Лев Александрович (до 7 августа 1992 г., № 886)
2. Литвин, Виталий Яковлевич (7 августа 1992 г., № 885 — 6 февраля 1996 г., № 149)
3. Уткин, Евгений Алексеевич (6 февраля 1996 г., № 150 — 6 мая 2000 г., № 802)
4. Абдуллаев, Пулат Хабибович (26 мая 2000 г., № 963 — 24 марта 2006 г., № 249)
5. Ахмедов, Станислав Анварович (24 марта 2006 г., № 250 — 28 февраля 2011 г., № 236)
6. Рациборинский, Николай Леонидович (28 февраля 2011 г., № 238 — 18 сентября 2017 г., № 429)
7. Башкин, Анатолий Геннадьевич (29 января 2018 г., № 28 — 14 ноября 2023 г., № 858)
8. Тодуа, Георгий Владимирович (14 декабря 2023 г., № 942 — 14 июня 2024 г., № 502)
9. Чальян, Карэн Драстаматович (с 14 июня 2024 г., № 504)

## Эритрея
Государство Эритрея
1. Ибрагимов, Рашид Абдулович (12 мая 1995 г., № 489 — 5 мая 1999 г., № 553)
2. Облов, Александр Степанович (6 августа 1999 г., № 1008 — 24 сентября 2004 г., № 1215)
3. Труцук, Николай Иванович (24 сентября 2004 г., № 1216 — 25 февраля 2009 г., № 220)
4. Чубаров, Игорь Николаевич (25 февраля 2009 г., № 221 — 19 января 2015 г., № 23)
5. Ярахмедов, Азим Алаудинович (19 января 2015 г., № 24 — 17 мая 2021 г., № 273)
6. Мозго, Игорь Николаевич (17 мая 2021 г., № 274 — 25 марта 2025 г., № 161)
7. Петренко, Олег Владимирович (с 25 марта 2025 г., № 162)

## Эсватини
Королевство Эсватини (послами по совместительству назначаются послы в Мозамбике)
1. Земский, Владимир Васильевич (31 октября 2000 г., № 1813 — 15 октября 2004, умер на занимаемой должности)
2. Попов, Игорь Валентинович (1 июня 2006 г., № 551 — 17 июня 2010 г., № 756)
3. Кемарский, Андрей Вадимович (21 октября 2010 г., № 1276 — 29 июля 2017 г., № 347)
4. Суриков, Александр Васильевич (16 февраля 2018 г., № 76 — умер 12 мая 2024 г.)

## Эфиопия
Эфиопия — Федеративная Демократическая Республика Эфиопия
1. Миронов, Лев Давыдович (до 22 мая 1995 г., № 509)
2. Волков, Владимир Андреевич (22 мая 1995 г., № 510 — 9 июля 1999 г., № 888)
3. Липняков, Валерий Николаевич (9 июля 1999 г., № 889 — 28 февраля 2005 г., № 224)
4. Афанасьев, Михаил Юрьевич (28 февраля 2005 г., № 225 — 29 октября 2010 г., № 1304)
5. Уткин, Валерий Иванович (29 октября 2010 г., № 1305 — 23 июня 2014 г., № 455)
6. Ткаченко, Всеволод Игоревич (23 июня 2014 г., № 456 — 27 марта 2019 г., № 133)
7. Терехин, Евгений Евгеньевич (с 27 марта 2019 г., № 134)

## Южно-Африканская Республика
Южно-Африканская Республика
1. Гусаров, Евгений Петрович (31 декабря 1992 г., № 1728 — 8 августа 1997 г., № 849)
2. Луков, Вадим Борисович (8 августа 1997 г., № 850 — 28 ноября 2000 г., № 1945)
3. Кушаков, Андрей Анатольевич (28 ноября 2000 г., № 1946 — 22 июня 2006 г., № 643)
4. Макаров, Анатолий Анатольевич (22 июня 2006 г., № 644 — 20 февраля 2012 г., № 203)
5. Петраков, Михаил Иванович (20 февраля 2012 г., № 204 — 3 июля 2019 г., № 314)
6. Рогачёв, Илья Игоревич (3 июля 2019 г., № 315 — 6 сентября 2024 г., № 747)
7. Амбаров, Роман Евгеньевич (с 6 сентября 2024 г., № 748)

## Южный Судан
Республика Южный Судан (послами по совместительству назначаются послы в Уганде)
1. Шишкин, Сергей Николаевич (18 июля 2013 г., № 629 — умер 29 января 2016 г.[8])
2. Поляков, Александр Дмитриевич (3 октября 2016 г., № 512 — 1 сентября 2021 г., № 506)
3. Семиволос, Владлен Станиславович (с 4 октября 2021 г., № 576)